# Ostpreußischer Kulturpreis
Il Kulturpreis der Landsmannschaft Ostpreußen (Premio culturale dell'associazione Landsmannschaft Ostpreußen), o più comunemente Ostpreußischer Kulturpreis (Premio culturale della Prussia orientale) è un premio culturale assegnato dalla associazione culturale degli esuli prussiano-orientali Landsmannschaft Ostpreußen, con sede ad Amburgo.

## Storia
Il premio viene assegnato a personalità di origine prussiano-orientali o che nelle loro opere abbiano trattato tematiche legate alla Prussia Orientale, perché non sia dimenticata la storia degli esuli.
Il premio è stato assegnato con cadenza irregolare dal 1958, anno della prima assegnazione, al 1979, per poi essere assegnato, seppure con alcune eccezioni, con cadenza triennale.
Inizialmente le categorie erano tre: letteratura, musica ed arti figurative. Nel 1976 è nato il premio per le scienze (intese sia come scienze naturali che come scienze umane), nel 1982 quello per il giornalismo. Il premio non viene assegnato necessariamente in ogni edizione in tutte le categorie, ed in alcuni anni è stato assegnato a due persone nella stessa categoria.

## Vincitori
| Anno | Categorie                          | Categorie                             | Categorie            | Categorie               | Categorie                                   |
| Anno | Letteratura                        | Arti figurative                       | Musica               | Scienze                 | Giornalismo                                 |
| ---- | ---------------------------------- | ------------------------------------- | -------------------- | ----------------------- | ------------------------------------------- |
| 1958 | Walter von Sanden-Guja             | Karl Eulenstein                       | Otto Besch           |                         |                                             |
| 1959 | Hansgeorg Buchholtz                | Eduard Bischoff                       |                      |                         |                                             |
| 1960 | Walter Scheffler                   | Ernst Mollenhauer                     | Erwin Kroll          |                         |                                             |
| 1961 | Martin A. Borrmann Siegfried Lenz  |                                       | Paul Mühlen          |                         |                                             |
| 1963 |                                    | Gertrud Lerbs-Bernecker Hans Orlowski | Günther Suckow       |                         |                                             |
| 1964 | Fritz Kudnig                       | Georg Fuhg Hilde Leest                | Herbert Wilhelmi     |                         |                                             |
| 1966 | Charlotte Keyser Gertrud Papendick | Erich Behrendt                        |                      |                         |                                             |
| 1969 | Paul Brock                         | Ute Steffens                          | Heinz Tiessen        |                         |                                             |
| 1973 | Hedwig von Lölhöffel               | Annemarie Suckow von Heydendorff      |                      |                         |                                             |
| 1976 |                                    | Robert Hoffmann-Salpia Rolf Burchard  | Gottfried Herbst     | Erhard Riemann          |                                             |
| 1977 |                                    |                                       |                      | Ernst Wermke            |                                             |
| 1978 |                                    | Ursula Enseleit                       |                      |                         |                                             |
| 1979 |                                    | Erika Eisenblätter-Laskowski          | Heinz von Schumann   |                         |                                             |
| 1982 | Arno Surminski                     | Lieselotte Plangger Popp              |                      | Helmut Motekat          | Hugo Wellems                                |
| 1985 | Willy Kramp                        | Maria Ewel                            | Oskar Gottlieb Blarr | Reinhard Wenskus        |                                             |
| 1988 | Annemarie in der Au                |                                       | Eike Funck           | Heinz Sielmann          | Norbert Matern                              |
| 1991 |                                    | Günter Krüger                         |                      | Klaus von der Groeben   | Hans-Ulrich Engel Ruth Geede                |
| 1994 | Helga Lippelt                      |                                       |                      | Alfred Cammann          |                                             |
| 1997 |                                    | Otto Schliwinski                      | Siegfried Matthus    |                         |                                             |
| 1998 |                                    |                                       |                      |                         | Gudrun Schmidt                              |
| 2000 |                                    |                                       |                      | Frans du Buy            | Henning von Löwis of Menar Anatolij Bachtin |
| 2002 |                                    | Rudolf Kimmina                        |                      | Alfred Maurice de Zayas |                                             |
| 2005 | Sem Chaimowitsch Simkin            |                                       |                      | Preußisches Wörterbuch  |                                             |
| 2008 |                                    |                                       |                      | Wulf Wagner             | Hildegard Rauschenbach                      |
| 2011 |                                    |                                       |                      |                         | Christian Papendick                         |
| 2012 |                                    |                                       |                      | Gerd Schultze-Rhonhof   |                                             |
| 2014 |                                    |                                       |                      | Ingo von Münch          |                                             |
| 2019 |                                    |                                       |                      | Christopher Spatz       |                                             |
| 2022 |                                    |                                       |                      | Bildarchiv Ostpreußen   |                                             |